# Tourch
Tourch [tuʁx], également orthographiée Tourc'h, est une commune du département du Finistère, dans la région Bretagne, en France.
Ses habitants s'appellent les Tourchois et les Tourchoises.

## Géographie

### Situation

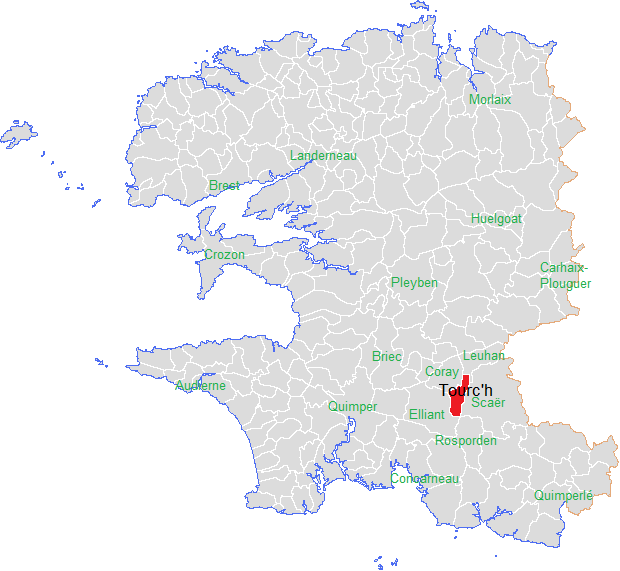
Localisation de la commune de Tourch dans le Finistère.

Tourch est une commune rurale du sud du Finistère. Le bourg de Tourch est situé à vol d'oiseau, à 21,3 km à l'est de Quimper et à 63,8 km au sud-est de Brest.
| Coray   | Leuhan    |       |
| Elliant | Tourch    | Scaer |
|         | Rosporden |       |

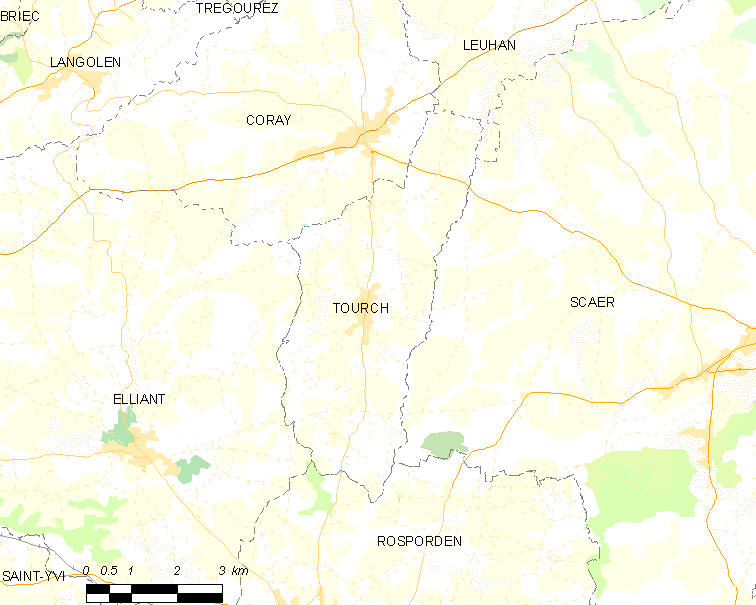
Carte de la commune de Tourch et des communes avoisinantes.

Les communes limitrophes ont pour noms : Elliant, Rosporden, Scaër, Leuhan et Coray.

### Relief et hydrographie
La commune possède un territoire de forme très étirée, selon un axe nord-sud. Son territoire mesure en effet 8,3 km dans sa plus grande longueur alors qu'il ne dépasse pas 3 km dans sa plus grande largeur.
L'abbé François-Marie Calvez présente ainsi le relief de Tourch : « Tourch est situé sur une hauteur, dans une région dont la topographie est indécise, où des vallons encaissés séparent des mamelons ayant des altitudes variant de 120 à 218 mètres. La base du clocher est à 176 mètres 80 au-dessus du niveau de la mer : le point culminant, Ty-Lann [situé à l'extrême nord du finage communal], a 218 mètres. Tourch fait partie de la pénéplaine Sud de la Bretagne, s'étendant entre les reliefs de la Montagne Noire et la mer ». Le point le plus bas (120 mètres) est à la pointe sud de la commune, à la confluence entre l'Aven et le Ruisseau de Pont ar Bastard.
Plusieurs cours d'eau servent à matérialiser les limites de la commune : le fleuve côtier Aven (limite à l'ouest avec Coray et limites à l'est avec Scaër et Rosporden), le ruisseau de Pont ar C'hleudig (limite à l'est avec Scaër), la rivière le Jet (limite à l'ouest avec Coray) et le ruisseau de Pont ar Bastard, qui a sa source dans la commune (limite au sud avec Rosporden).
| - Carte topographique de la commune de Tourc'h (limite communale en rouge). |

La partie sud de Tourch est formée de granite à deux micas (granulite), la partie nord de schistes micacés et staurotififères.
L'Aven, d'une longueur de 39 km, prend sa source dans la commune de Coray et se jette dans l'Océan Atlantique en limite de Riec-sur-Bélon et de Névez, après avoir traversé huit communes. 
Le Jet, d'une longueur de 29 km, prend sa source dans la commune de Coray et se jette dans l'Odet à Quimper, après avoir traversé sept communes. 

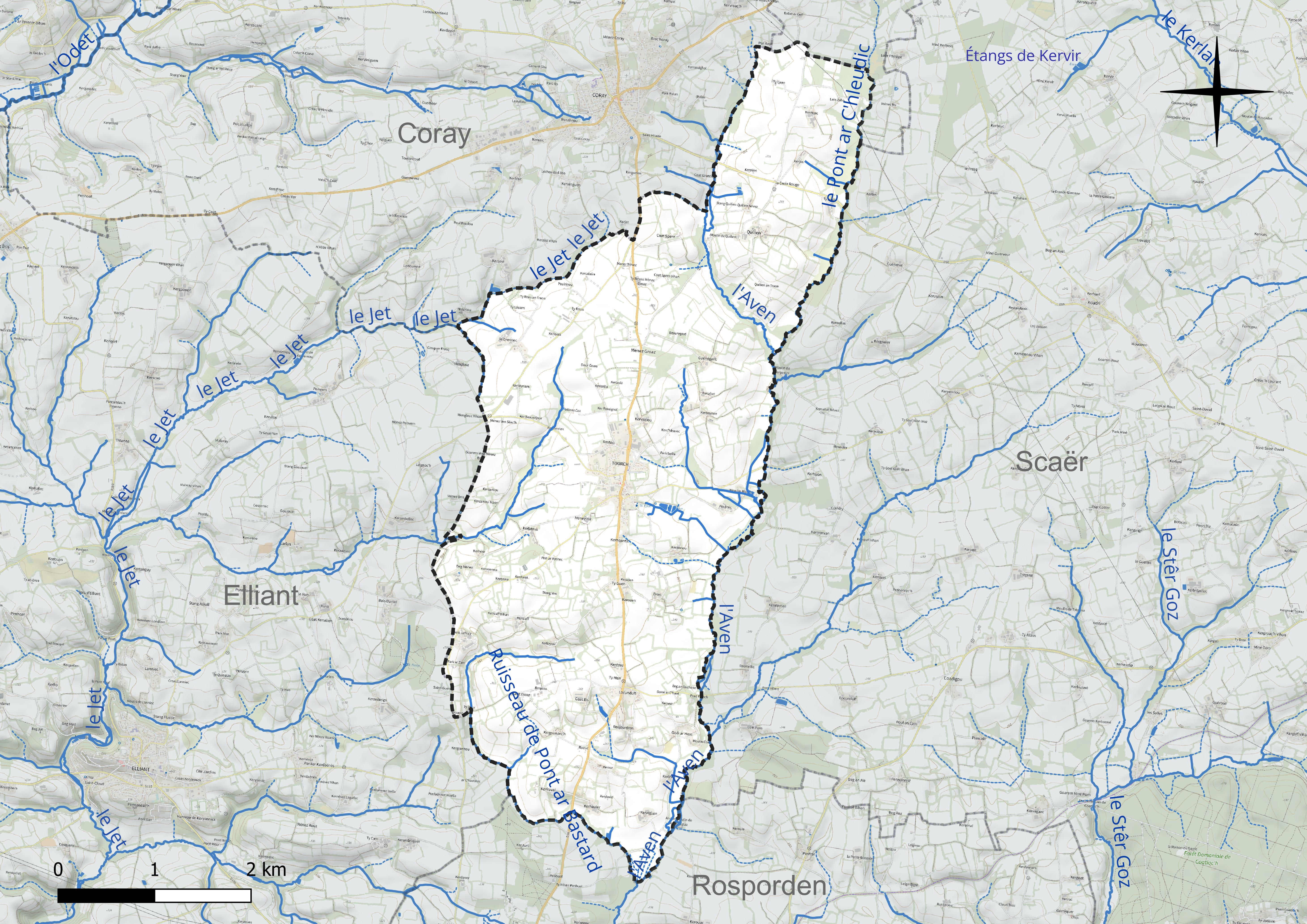
Réseau hydrographique de Tourch.

### Climat
Pour des articles plus généraux, voir Climat de la Bretagne et Climat du Finistère.
En 2010, le climat de la commune est de type climat océanique franc, selon une étude du CNRS s'appuyant sur une série de données couvrant la période 1971-2000. En 2020, Météo-France publie une typologie des climats de la France métropolitaine dans laquelle la commune est exposée à un climat océanique et est dans la région climatique Bretagne orientale et méridionale, Pays nantais, Vendée, caractérisée par une faible pluviométrie en été et une bonne insolation. Parallèlement l'observatoire de l'environnement en Bretagne publie en 2020 un zonage climatique de la région Bretagne, s'appuyant sur des données de Météo-France de 2009. La commune est, selon ce zonage, dans la zone « Monts d'Arrée », avec des hivers froids, peu de chaleurs et de fortes pluies.
Pour la période 1971-2000, la température annuelle moyenne est de 11,3 °C, avec une amplitude thermique annuelle de 11,2 °C. Le cumul annuel moyen de précipitations est de 1 232 mm, avec 16,3 jours de précipitations en janvier et 9,3 jours en juillet. Pour la période 1991-2020, la température moyenne annuelle observée sur la station météorologique la plus proche, située sur la commune de Coray à 4 km à vol d'oiseau, est de 11,3 °C et le cumul annuel moyen de précipitations est de 1 423,1 mm,. Pour l'avenir, les paramètres climatiques de la commune estimés pour 2050 selon différents scénarios d'émission de gaz à effet de serre sont consultables sur un site dédié publié par Météo-France en novembre 2022.

### Paysages et habitat
Tourch présente un paysage agraire traditionnel de bocage avec un habitat dispersé en écarts formés de hameaux (dénommés localement "villages") et fermes isolées. Le bourg est approximativement au centre du finage communal. Situé à l'écart des grandes villes et des grands axes de communication, Tourch est préservé de la rurbanisation et n'a connu depuis la Seconde Guerre mondiale qu'une très modeste périurbanisation autour de son bourg.

### Transports
Tourch a été desservi par la ligne ferroviaire (construite initialement par les Chemins de fer armoricains) des Chemins de fer départementaux du Finistère à voie métrique allant de Rosporden à Plouescat dont le tronçon allant de Rosporden à Châteauneuf-du-Faou a ouvert en 1912, mais dont l'exploitation a cessé dès 1933 ; le tracé de cette voie ferrée passait à la limite ouest de Tourch, la gare desservant la commune étant à Bois Jaffray, à 1200 mètrs au sud-ouest du bourg.
La route principale desservant Tourch est la D 36, axe sud-nord venant de Rosporden et se dirigeant vers Coray et, au-delà, Châteauneuf-du-Faou.

## Urbanisme

### Typologie
Au 1er janvier 2024, Tourch est catégorisée commune rurale à habitat dispersé, selon la nouvelle grille communale de densité à 7 niveaux définie par l'Insee en 2022. Elle est située hors unité urbaine. Par ailleurs la commune fait partie de l'aire d'attraction de Quimper, dont elle est une commune de la couronne,. Cette aire, qui regroupe 58 communes, est catégorisée dans les aires de 200 000 à moins de 700 000 habitants,.

### Occupation des sols
Le tableau ci-dessous présente l' occupation des sols de la commune en 2018, telle qu'elle ressort de la base de données européenne d'occupation biophysique des sols Corine Land Cover (CLC).
| Type d'occupation                                                                   | Pourcentage | Superficie (en hectares) |
| ----------------------------------------------------------------------------------- | ----------- | ------------------------ |
| Tissu urbain discontinu                                                             | 2,3 %       | 46                       |
| Terres arables hors périmètres d'irrigation                                         | 50,0 %      | 991                      |
| Prairies et autres surfaces toujours en herbe                                       | 13,4 %      | 266                      |
| Systèmes culturaux et parcellaires complexes                                        | 32,3 %      | 640                      |
| Surfaces essentiellement agricoles interrompues par des espaces naturels importants | 2,0 %       | 40                       |
| Source : Corine Land Cover.                                                         |             |                          |

| \| - Carte des infrastructures et de l'occupation des sols de la commune de Tourc'h en 2018 (CLC). - Carte orthophotographique de la commune de Tourc'h (limite communale en jaune). \| |
| - Carte des infrastructures et de l'occupation des sols de la commune de Tourc'h en 2018 (CLC). - Carte orthophotographique de la commune de Tourc'h (limite communale en jaune).       |

## Toponymie

### Graphie et prononciation
L'orthographe officielle du nom de la ville, telle que recensée par le code officiel géographique, maintenu par l'Insee, est Tourch. Cependant, l'usage local favorise la graphie « Tourc'h », qui utilise le trigramme breton c'h et reproduit le nom de la commune comme il se prononce, y compris par les non-bretonnants : [tuʁx] (« tour' ») (alors que la prononciation locale actuelle en breton est plutôt [tɔʁx]). On retrouve cette graphie notamment sur le site de la commune, les panneaux routiers, dans la presse régionale, et dans des décisions juridiques officiels.
Qu'il soit écrit Tourch ou Tourc'h, le nom de la commune est prononcé [tuʁx], [tɔʁx] ou [tuʁ], mais jamais [tuʁʃ] (« tourche »).

### Origine du nom
Les Bretons insulaires, chassés à partir de l'an 450 de leur patrie par les Angles et les Saxons, s'installèrent au cours des deux siècles suivants en Armorique et notamment dans la région comprise entre Aven et Odet. Ils donnèrent à leur nouvelle patrie, le nom de celle qu'ils avaient abandonnée. En effet il existe au Pays de Galles, dans le comté de Denbighshire, des localités[Quoi ?] se nommant Llanelian[Où ?] et Llangollen ainsi qu'une rivière se nommant Afon Twrch[Où ?]. Ces noms gallois sont les correspondants toponymiques des communes finistériennes voisines suivantes : Elliant, Langolen et Tourc'h. Afon Twrch associe les mots gallois « Afon » rivière et « Twrch » sanglier, à rapprocher des mots bretons aven et tourc'h[réf. nécessaire].
Selon une autre théorie le nom "Tourc'h" proviendrait du mot breton torc'h ("verrat") ou du gaulois turcos ("sanglier"). Une pierre sculptée du clocher datant de la reconstruction de l'église au XVIIIe siècle retrouvée en 1930 lors du nettoyage du clocher l'illustre porte les armes du seigneur de Tréouret ; on peut y voir un sanglier au milieu du pignon ouest de l'église. Mais le nom de la paroisse est très antérieur au seigneur de Tréouret, lequel a simplement fait apposer son blason sur le clocher car il a aidé à la reconstruction du clocher. L'abbé François-Marie Calvez, recteur de Tourch, émet l'idée que l'origine du mot reste inexpliquée, mais émet l'idée que le nom étant cité pour la première fois dans le Cartulaire de Landévennec, ce pourrait être « le nom d'un saint personnage envoyé par saint Guénolé pour l'évangélisation de ce coin de terre ».
Le nom de la localité est attesté sous les formes Turch au XIe siècle, Tourc en 1182, Turch au XIIIe siècle, Tourh en 1516 et enfin Tourch en 1516.

## Histoire

### Préhistoire
Dans une cachette de fondeur découverte à Tourch on a découvert 23 saumons en cuivre pur, empilés les uns sur les autres, de surface rugueuse et présentant de nombreuses cavités (ce qui signifie qu'ils ont été fondus dans des moules grossiers) pesant en tout 22 kilos.

### Antiquité
De la voie romaine allant de Vorgium (Carhaix) à Civitas Aquilonia (Quimper), un embranchement partant de Coray et allant à Concarneau passait par la commune, via l'actuel bourg de Tourch, puis Bois-Jaffray, passant ensuite à environ 2,2 km à l'ouest de Rosporden.

### Moyen Âge
Au XIe siècle, la paroisse de Tourch est mentionnée pour la première fois dans un document écrit. Le cartulaire de Landévennec cite la paroisse de Tourch en précisant qu'elle existe depuis longtemps. Selon Arthur de la Borderie, citant le cartulaire de Landévennec, vers le VIe siècle, un moine ou ermite disciple de saint Guénolé « nommé Ratian ou Ratian, à la fois barde et prêtre (...) semble avoir évangélisé toute la région comprise de Langolen au Faouët, et notamment les paroisses de Tourch, de Corai et de Scaër ; il habitait, sur le territoire de cette dernière, un petit monastère appelé de son nom Lan-Ratian [Larragen de nos jours], et avait pour compagnon, au moins pour voisin, le pieux Tanvoud, émule de ses vertus et de ses travaux ».
Disciple de saint Guénolé, saint Ratian aurait protégé Elliant, Tourch, Langolen et les localités avoisinantes lors d'une épidémie de peste. Un chant du Barzaz Breiz transcrit par Théodore Hersart de La Villemarqué, mais qui daterait du VIe siècle l'évoque :
La peste d'Elliant

Entre Langolen et Le Faouët

Habite un saint barde

Qu'on appelle Père Raslan.
Une motte féodale existait à Goel-ar-Hoat (dite aussi motte castrale de Coatheloret), (à 2,4 km au sud-sud-est du bourg), mais elle a été en partie détruite. Au Moyen Âge, deux seigneuries se partagent les terres de la paroisse : Coatéloret [Coatheloret] et La Rivière.
Un trésor monétaire découvert en 1912 dans un talus à Tourch a été enfoui en 1355 ou 1366 lors de la Guerre de succession de Bretagne : il comprenait 1 179 pièces dont 696 gros au lion venant de Flandre pour 680 d'entre elles et 8 du Brabant.
Selon Jean-Baptiste Ogée, en 1380, on connaissait dans la paroisse de Tourch les manoirs de Kerninedel, de La Rivière et de Coatafor.

### Époque moderne
En 1682 le père Julien Maunoir prêcha une mission à Tourch.
En 1675, à la suite de la Révolte des Bonnets rouges, Tourch se vit enlever sa cloche qui fut transportée à Concarneau mais elle lui fut rendue en 1680. Sa cloche lui avait été confisquée car elle avait sonné le tocsin de la rébellion.
En 1680 Tourch comptait 800 paroissiens, le recteur, alors Henri Pont Paul, étant alors aidé de deux curés, dont l'un résidait près de la chapelle de Locunduff.
Le 11 février 1724 Jean Cinq, 30 ans, pillotier dans la paroisse de Tourch et exerçant aussi à Scaër et Elliant (il vendait les pillots [chiffons] au moulin à papier de Kergoat en Melgven), accusé d'être un voleur, fut condamné aux galères à perpétuité par la Cour royale de Quimperlé ; un de ses complices fut condamné à être battu de verges et marqué au fer rouge sur l'épaule d'une fleur de lys.

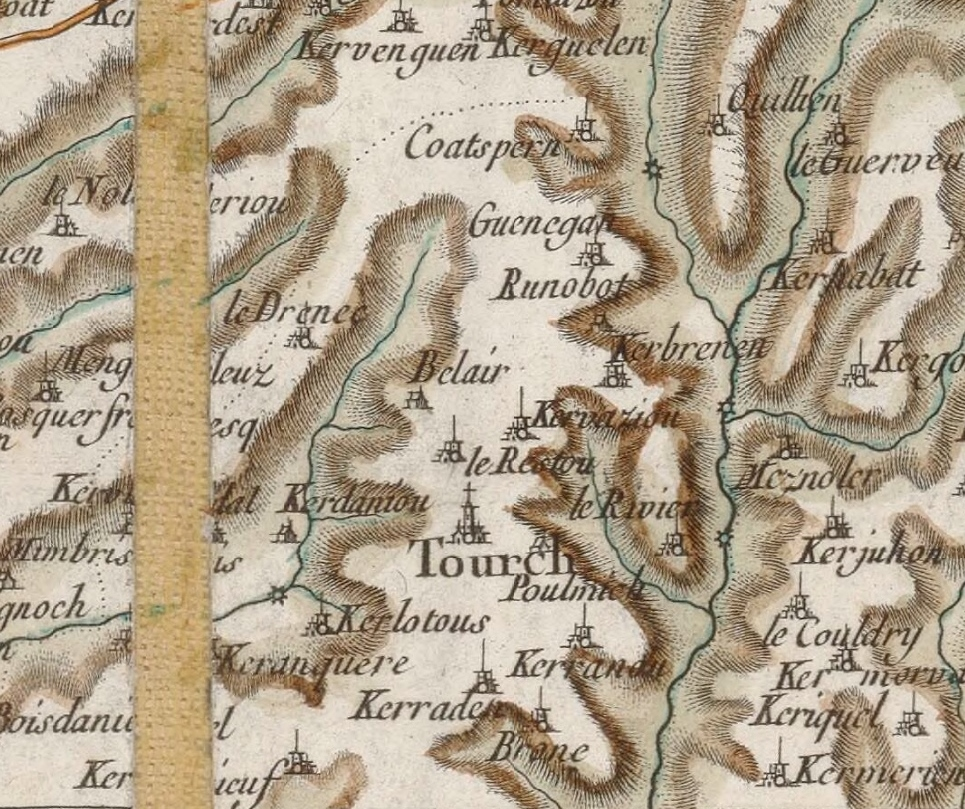
Carte de Cassini des deux-tiers nord de Tourch (1784).

En 1775 François Hyacinthe de Tinténiac, fit l'acquisition de la seigneurie de Coatéloret, entraînant l'union et l'incorporation de la haute justice de Coatéloret qui s'exerçait au bourg de Tourch à la haute justice de la baronnie de Quimerc'h exercée au bourg de Bannalec.
Jean-Baptiste Ogée décrit ainsi Tourch vers 1778 :

« Tourch, à quatre lieues et demie à l'Est de Quimper, son évêché et à quatre lieues de Concarneau, sa subdélégation et son ressort. On y compte 600 communiants. (...) Le territoire renferme des terres en labeur et beaucoup trop de landes. La haute justice de Coateloret appartient à M. de Quimerch »

Une autre partie de la paroisse dépendait du marquisat d'Euzenou (ancienne juridiction de Kervégant et Trévallot), qui siègeait à Scaër.

### La Révolution française
Le 4 avril 1789 « au son de la cloche en la manière accoutumée ont comparu au lieu ordinaire des délibérations par devant nous noble Maître Marc Antoine Joseph Le Guernalec sieur de Keransquer, avocat au Parlement et procureur fiscal du marquisat d'Euzenou, Charles Le Guillou fabrique en charge, Jean Le Diraison procureur terrien, Yves Postic syndic, Hervé Le Fur, (...) tous délibérants, à eux joints les autres paroissiens formant la commune (...), après en avoir mûrement délibéré sur le choix des députés qu'ils sont tenus de nommer (...), la pluralité des suffrages s'est réunie en faveur des sieurs Le Guernalec de Keransquer avocat, Guéguen négociant, Yves Postic syndic des grands chemins et Alain Le Fur, les deux derniers ménagers laboureurs de campagne (...) [pour être] leurs députés [et porter] le susdit cahier afin de le porter à l'assemblée qui se tiendra à Concarneau le 6 du présent mois (...) ».
Le cahier de doléances rédigé le 5 avril 1789 reprend en bonne partie celui d'Elliant, y ajoutant toutefois quelques articles différents, par exemple l'article 4 : « De ce que l'ordre du Tiers, aux Etats, n'est représenté que par les habitants des villes qui ignorent la situation des cultivateurs et habitants des campagnes ».

### LeXIXesiècle
Pendant la Révolution française, Tourch avait été annexé par Elliant. En 1804, la commune récemment créée de Rosporden tenta d'annexer Tourch, mais le conseil municipal de Tourch, présidé par son maire Louis Le Bourhis, obtint le 20 ventôse an XII (18 mars 1804) d'avoir un curé et le 24 thermidor an XII (11 août 1804) de rester une commune indépendante.

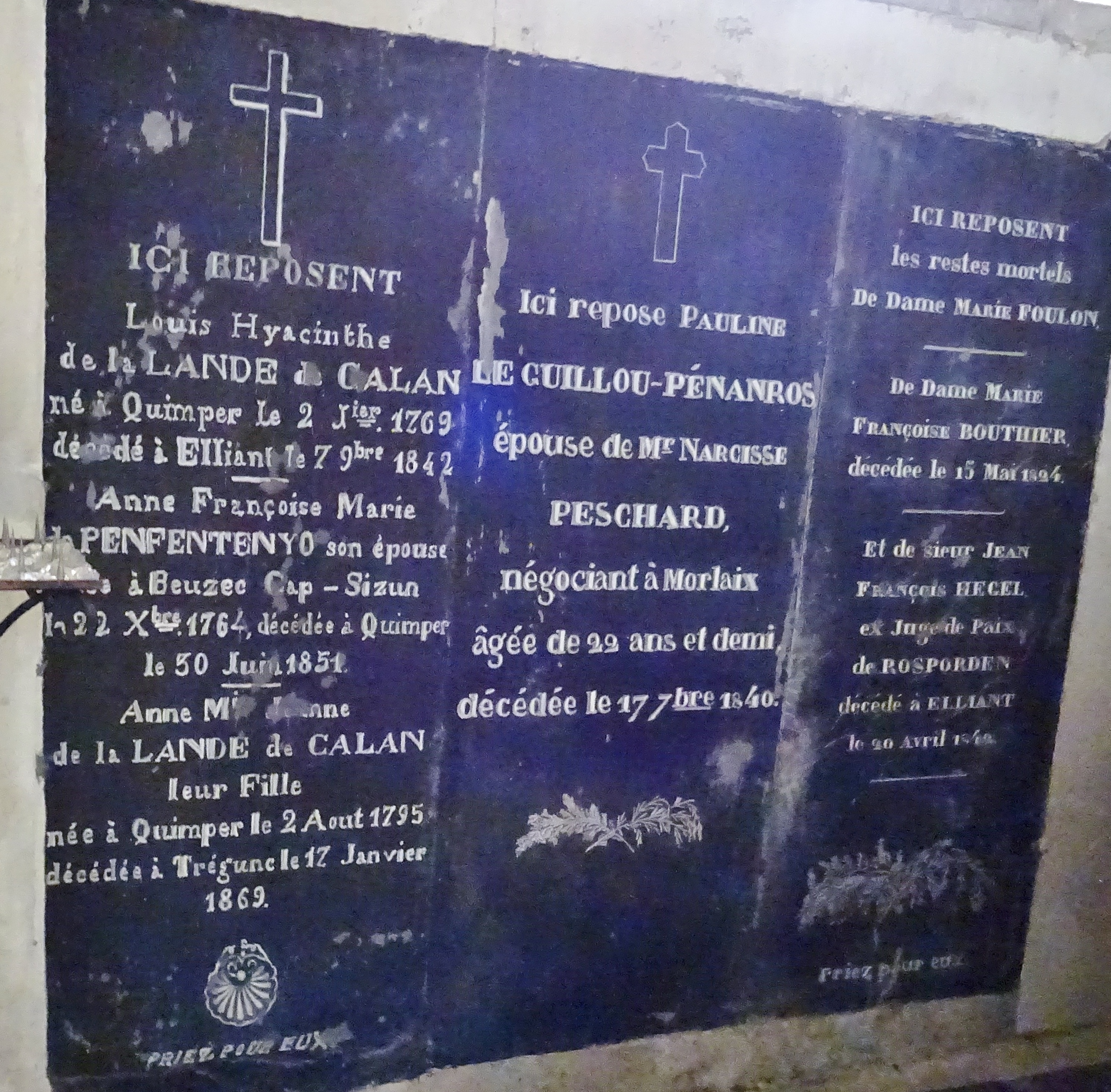
Église Saint-Gilles d'Elliant : plaque commémorative de Louis Hyacinthe de la Lande de Calan, qui avait une maison de campagne à Elliant, mais fut maire de Tourch entre 1804 et 1830.

Le baron Miollis, préfet du Finistère entre 1805 et 1810 écrit : « Le pays n'offrant que des cultivateurs, presque tous illettrés et presque tous sujets à l'ivrognerie, le préfet a été dans la nécessité de chercher un maire hors de la commune. Il n'a pu trouver pour cette fonction qu'un citoyen notable de la commune d'Elliant, domicilié à une petite lieue du bourg de Tourch, propriétaire dans cette commune et percepteur de celle d'Elliant. Cet individu est M. Delalande-Calan, d'une ancienne famille noble de Bretagne. C'est une personne très probe et active. Il a résulté de ce choix le plus.grand avantage pour la commune de Tourch, qui, sans l'acceptation de M. Calan, n'aurait pu espérer le bienfait d'être administrée par un maire capable et zélé. Il habite une belle maison de campagne à Elliant, où il est fort estimé et considéré ».
Parmi les décisions du conseil municipal de l'époque, cet arrêté du maire datant de mai 1811 lors de la naissance du Roi de Rome :

« Art. 1er : Il sera le dimanche 2 juin pour célébrer la naissance de sa Majesté le Roi de Rome chanté un Te Deum à l'issue de vêpres, où les autorités civiles et tous les fidèles seront invités à assister.

Art. 2 : Après le Te Deum on ira processionellement mettre le feu au bûcher dressé en l'honneur de la naissance de notre nouveau monarque.

Art. 3 : Comme notre succursale se trouve dépourvue pour le moment de desservant, M. le curé du canton sera invité de venir célébrer cette fête ou de la faire célébrer par un de ses vicaires.

Art. 4 : Après les offices, des courses entre jeunes gens des deux sexes seront établis, et des prix seront décernés à ceux qui par leur agilité les auront mérités.

Art. 5 : Il sera aussi établi une tirerie gratuite ou il y aura plusieurs prix pour ceux qui donneront le plus près du blanc ; ce concours commencera à quatre heure et finira à six.

Art. 6 : Il ne sera admis à concourir aux prix sus dénommé que les personnes domiciliées de la commune.

Art. 7 : La commune n'ayant aucun fond de disponible pour les dépenses de cette fête monsieur le Maire se propose d'en faire les frais, : etc..

Signé : de Calan. »

A. Marteville et P. Varin, continuateurs d'Ogée, décrivent ainsi Tourch en 1845 :

« (...) Principaux villages : Kerhoaler, Kericuff, Kerhécé, Kerlatous, Kerbrunen, Coat-Spern, Quilien, Bren. Superficie totale : 1 970 hectares dont (...) terres labourables 670 ha, prés et pâtures 127 ha, bois 20 ha, vergers et jardins 3 ha, landes et incultes 1 072 ha. (...) Moulins : 4 (du Bois, de Rivière, de Quilien, à eau). Géologie : constitution granitique ; la partie de la commune située au nord est sur micaschiste et sur schiste modifié. On parle le breton. »

Yves Branquet, né le 15 mars 1846 à Tourch, fut zouave pontifical ; il participa notamment en 1867 à la bataille de Mentana.
Une école publique est créée le 11 mars 1866. Un rapport du Conseil général du Finistère indique en août 1880 que Tourch fait partie des 27 communes de plus de 500 habitants du Finistère qui n'ont encore aucune école de filles.
La présence de loups a donné lieu à de multiples récits comme celui-ci : « En novembre 1885, Louis Mayet, tailleur d'habits, travaillait à la ferme de Guénégant [en Tourch]. Malgré l'heure tardive, il voulut rejoindre sa demeure à Kervaziou, distante d'un kilomètre environ à travers champs. La campagne était couverte de neige et on entendait les loups hurler au loin. Arrivé à la hauteur de Runabat, à mi-parcours, il vit une troupe de loups affamés venir à sa rencontre. C'est à peine s'il eut le temps de grimper dans un arbre, les fauves le talonnaient. Tout le reste de la nuit ils rodèrent en hurlant autour de l'arbre. Louis avait peine à se maintenir sur sa branche. Il invoquait sainte Anne et la Vierge pour venir à son aide. Il promit de donner les noms d'Anne et de Marie à la prochaine petite fille dont il serait le parrain ou le papa. Au lever du jour, un à un, les loups s'en allèrent et Louis rentra chez lui transi de froid et de peur ».
En 1893, Jules Vagnair, un écrivain agrégé de lettres décrit ainsi le carnaval de Rosporden, dans un texte révélateur du mépris des intellectuels de l'époque à l'encontre des paysans bretons :

« Les paysans d'Elliant et de Saint-Yvi, ceux de Tourch et de Bannalec, venus dans leurs carrioles, en habits des dimanches, pour voir les Anglais et les Parisiens (car chez ces primitifs tous les étrangers sont parisiens ou anglais), se mêlèrent aux danseurs et gigottèrent en conscience. »

### LeXXesiècle

#### LaBelle Époque
Par une décision du gouvernement Combes en date du 7 juillet 1903 le traitement du recteur de Tourch, François Le Jacq fut supprimé « pour emploi abusif du breton ».
Le 12 mars 1906 le capitaine de Larminat, qui commandait une compagnie du 118e régiment d'infanterie stationné à Quimper refusa d'obéir à l'ordre de réquisition émis par le préfet du Finistère pour aller maintenir l'ordre dans la commune de Tourch lors des opérations d'inventaire des biens d'église. « La gendarmerie, suivie presque immédiatement par la troupe, entra, vers dix heures du matin, dans le village, et déblaya les rues ou chemins avoisinant le cimetière, rues ou chemins encombrés de manifestants, qui se réfugièrent alors dans le cimetière, où se trouve enclavée la petite église de Tourch. L'infanterie, qui suivait, barra immédiatement toutes les voies de communication permettant de déboucher sur les lieux où devait être tenté l'inventaire et en assura ainsi l'isolement absolu. Parmi les manifestants se trouvait le curé. Ni celui-ci, ni ceux-là n'avaient entre les mains une arme (...) : pas le moindre bâton, pas la plus petite pierre ; leur force consistait seulement dans leur nombre, dans leur cohésion et dans leurs efforts (...) pour empêcher ou entraver leur expulsion du cimetière, ensuite l'accès à l'église. Les gendarmes à pied ne pouvant arriver, malgré l'énergie dont ils firent preuve, à assurer l'évacuation, (...) des bousculades se produisirent (...). Sous une violente poussée la porte du cimetière fut brisée, et il sembla au capitaine que le vieux curé était, tout comme ses paroissiens, quelque peu bousculé par les gendarmes ». Le lieutenant de gendarmerie demanda alors le renfort de la troupe, mais le capitaine de Larminat exigea d'abord un ordre de réquisition écrit, puis, après l'avoir obtenu, refusa de faire marcher ses soldats en direction des manifestants, tout en continuant à maintenir les barrages. La gendarmerie finit par parvenir seule à déblayer le cimetière et les incidents cessèrent.
Le capitaine de Larminat comparut en conseil de guerre à Nantes le 6 avril 1906 : il reconnut les faits, mais dit pour sa défense : « Dans ma conscience de chrétien (...) je n'ai pas voulu donner l'ordre de marcher contre des femmes qui chantaient des cantiques sous les murs d'une église » ; il fut acquitté.
Déclarée d'utilité publique le 12 juillet 1908, la ligne ferroviaire à voie métrique des Chemins de fer départementaux du Finistère allant de Châteauneuf-du-Faou à Rosporden, longue de 39 km, fut mise en service le 21 décembre 1912. Elle desservait les gares de Saint-Thois-Pont-Pol, Laz, Trégourez, Guernilis, Coray, Tourch, Bois-Jaffray-Saint-Guénal et Elliant. Elle ferma dès 1933.

#### La Première Guerre mondiale

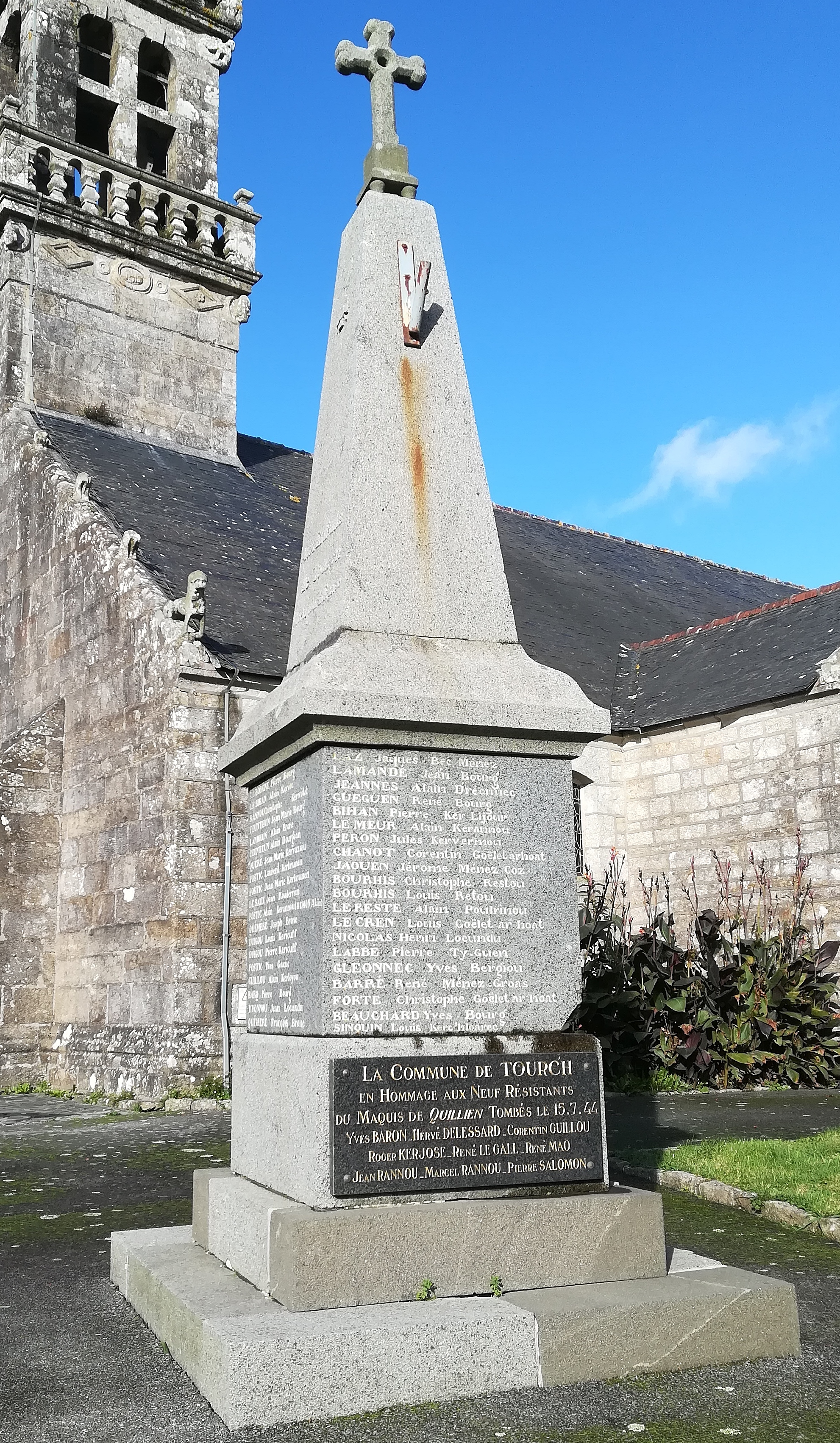
Le monument aux morts de Tourch.

Le monument aux morts de Tourch porte les noms de 84 soldats morts pour la France pendant la Première Guerre mondiale. Quatre d'entre eux au moins (Pierre Bihan, Pierre Boédec, Pierre Labbé, Laurent Marc) sont décédés sur le front belge, la plupart des autres sont décédés sur le sol français.

#### L'Entre-deux-guerres
L'abbé François-Marie Calvez, alors recteur de Tourch, a publié en 1934 un livre "Paroisse de Tourch", qui fait une présentation complète de la paroisse et commune de Tourch ; il indique que la commune à alors 1 237 ha de terres labourables, 445 ha de landes et pâtures, 152 ha de prés, 38 ha de jardins et vergers, 18 ha de bois et 10 ha d'étangs pour une superficie totale de 1 903 ha.

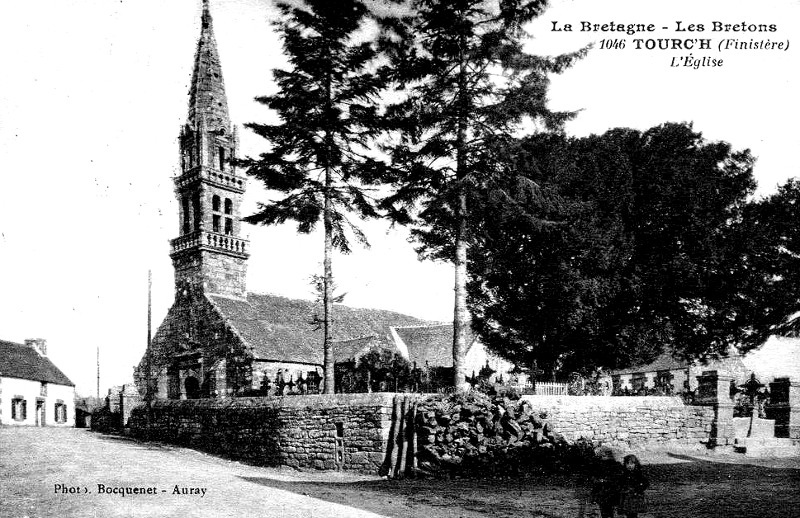
Tourch : l'église paroissiale, le cimetière et son if vers 1925 (carte postale).
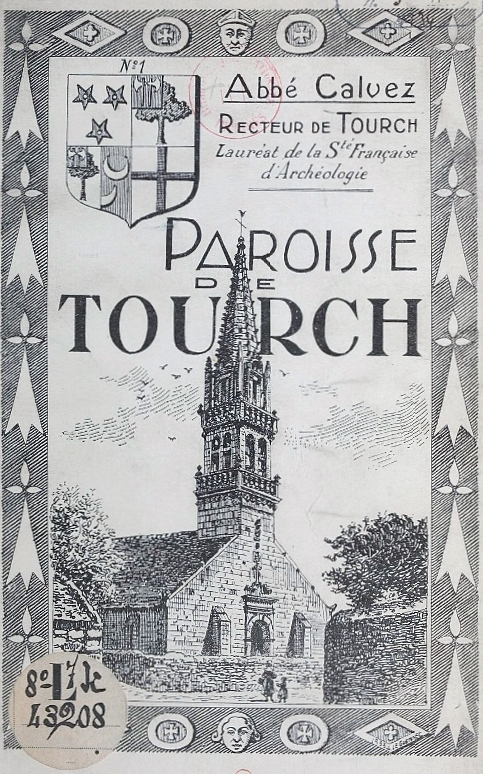
Page de couverture de "Paroisse de Tourch", livre publié en 1934 par l'abbé François-Marie Calvez.
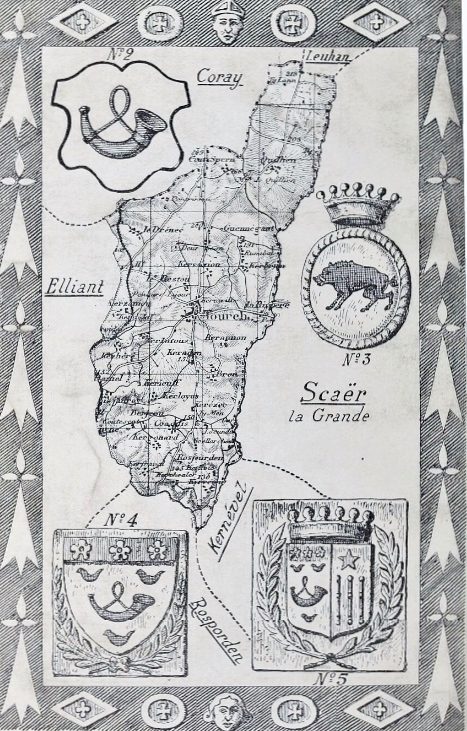
Dernière de couverture de "Paroisse de Tourch", reproduisant notamment la carte d'état-major de Tourch (1934).
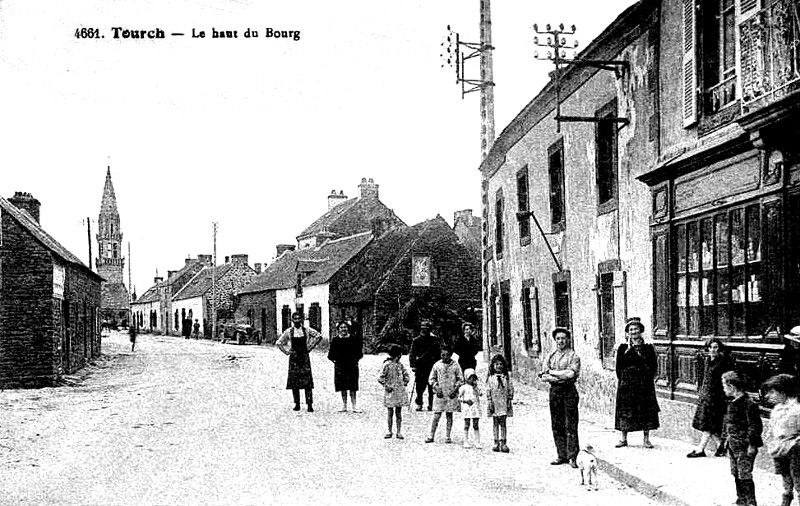
Tourch : le Haut du bourg vers 1925 (carte postale).
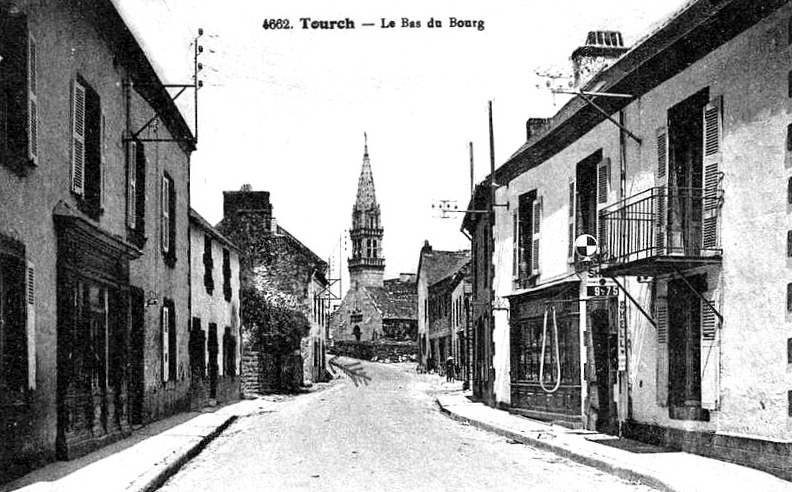
Tourch : le Bas du bourg vers 1925 (carte postale).
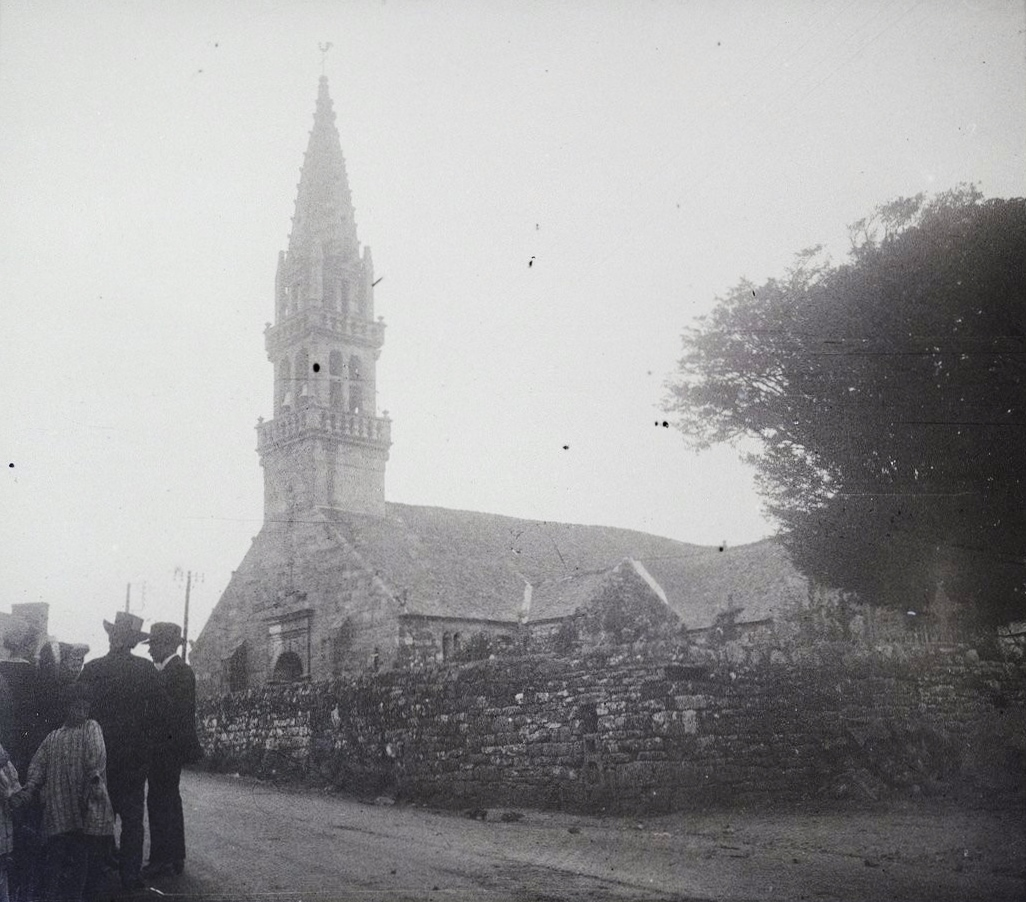
Tourch : l'église Saint-Cornély et son enclos paroissial, contenant encore le cimetière (1932).

L'abbé Calvez écrit aussi qu'en 1933 l'école publique de Tourch a 6 classes, trois de garçons (110 élèves) et trois de filles (105 élèves) et que 29 enfants de Tourch fréquentent les écoles chrétiennes des paroisses avoisinantes.

#### LaSeconde Guerre mondiale
Le monument aux morts de Tourch porte les noms de 6 personnes mortes pour la France pendant la Seconde Guerre mondiale ; parmi elles François Briand, soldat du 19e régiment de dragons, tué à l'ennemi le 15 mai 1940 à Vodecée (Belgique).
Une chanson anti-allemande chantée au café Madec le 3e dimanche de septembre 1940, jour du pardon de Tourch, valut à une dizaine de jeunes gens de la commune d'être interpellés par un soldat allemand et emprisonnés dans le sous-sol de la mairie de Scaër pendant une dizaine de jours. Deux d'entre eux, Jean Le Gall et Victor Gouiffès, furent condamnés par le tribunal militaire allemand de Quimper, le premier à 18 mois et le second à 3 mois, de prison.

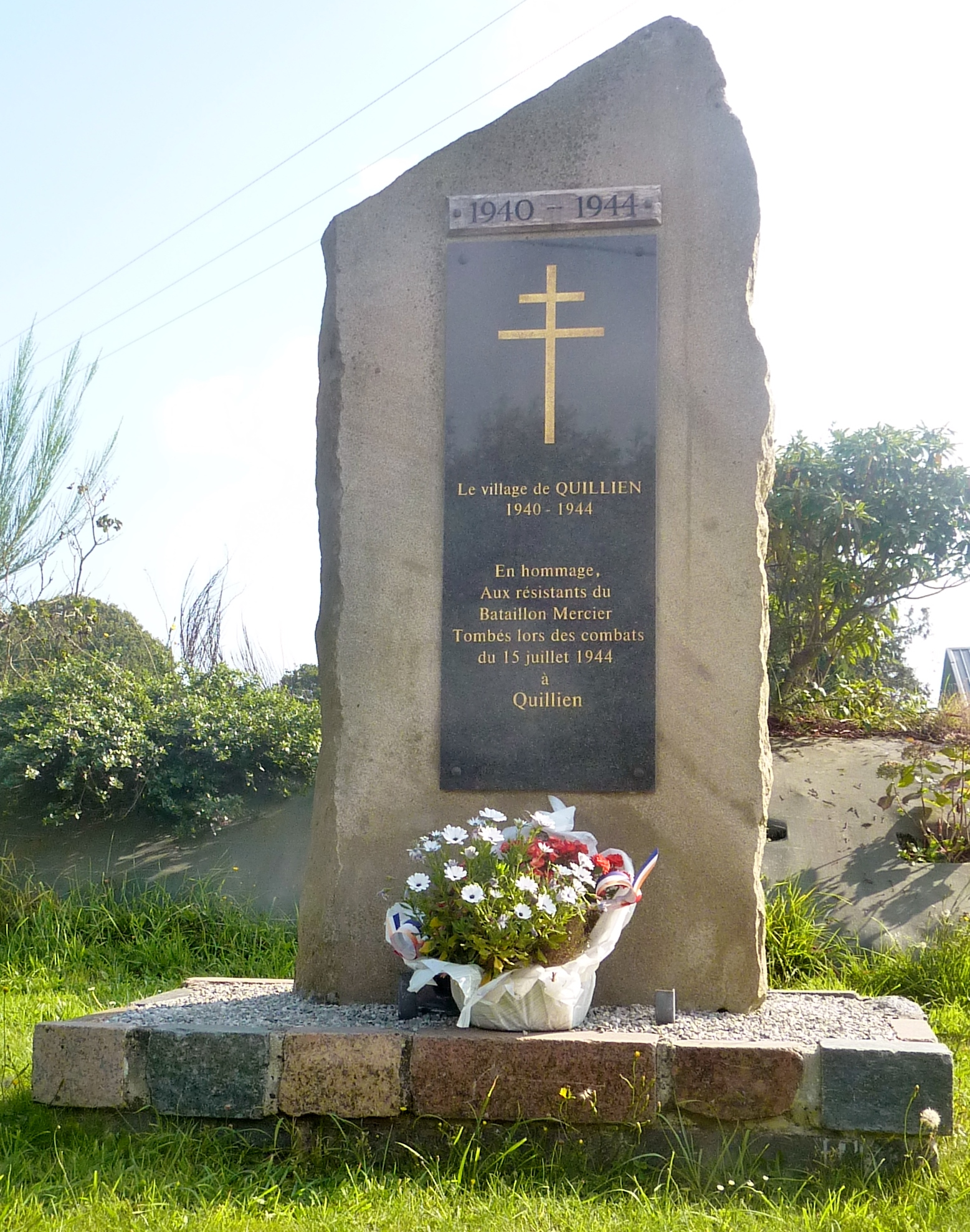
La stèle de Quillien.

Un parachutage de 12 tonnes d'armes réparties dans 107 conteneurs au lieu-dit Miné-Kervir près de Coadry en Scaër fut effectué le 8 juillet 1944 par trois avions des commandos Jedburgh au profit du groupe de résistants francs-tireurs et partisans de Scaër et les armes cachées dans divers endroits, dont un transformateur électrique à Quillien, après avoir été transportées dans des tombereaux agricoles. « Le vent souffle sur les blés » était le message qui fut diffusé par la BBC par annoncer ce parachutage. Un autre parachutage est organisé le 10 juillet 1944 à Miné Kervir en Scaër, les armes étant cachées dans la ferme de Mesnoter. Un autre parachutage se produit dans la nuit du 14 au 15 juillet 1944 au même endroit, mais les Allemands qui avaient repéré l'endroit le cernent, aidés par une unité de Russes blancs de l'armée Vlassov et des hommes du Kommando de Landerneau : les combats, qui opposèrent 160 résistants (une cinquantaine de maquisards FTP de Scaër et une centaine de maquisards FTP de Rosporden, ces derniers cantonnés depuis la veille à Quillien et commandés par le capitaine Mercier) à environ un millier d'Allemands venus de Châteauneuf-du-Faou et du Faouët, firent 18 victimes (neuf victimes membres du maquis de Scaër : Pierre Cabellic, Grégoire Le Cam, François et Jean Jacob, Pierre Capitaine, Corentin Guillou, René Turquet, Louis Massé et Étienne Millour et neuf victimes membres du maquis de Rosporden : Yves Baron, Hervé Delessart, Corentin Guillou, René Le Gall, Roger Kerjose, René Mao, Jean-Louis et Marcel Rannou et Pierre Salomon) parmi les résistants, et le matériel fut récupéré par les Allemands. Ces combats sont commémorés par le mémorial de Kernabat en Scaër, où furent enterrés les maquisards tués, et la stèle de Quillien en Tourch.
Le 23 juillet 1944, dans le hameau de Kérannou en Tourch, Laurent Postic, 24 ans, est blessé par une rafale de mitraillette, puis un peu plus tard exécuté devant des membres de sa famille par des soldats allemands, sans aucune raison apparente, peut-être une méprise.
Le secrétaire de mairie de Tourch, Ambroise Le Gall, avec l'accord de son maire, René Le Roy, fabriqua en 1943 et 1944 de nombreux faux documents tels que pièces d'identité, laissez-passer (Ausweis) pour circuler en zone côtière interdite, tickets de rationnements, etc. délivrés à des réfractaires du STO et à des résistants. René Le Roy, maire, fit partie des personnes prises en otage par les Allemands à Rosporden le 6 août 1944 et conduites d'abord à Quimperlé, mais il parvint à s'enfuir le 7 août 1944 près de Quéven alors qu'il était acheminé vers Lorient.

### LeXXIesiècle
La municipalité a entrepris un programme de revitalisation du bourg afin de renforcer l'attractivité de la commune : les travaux (mise aux normes des réseaux d'eaux, aménagements urbains et paysagers) ont débuté en juin 2022 et s'échelonnent jusqu'à l'été 2024 ; l'ancienne mairie a été déconstruite, l'éclairage public refait, des toilettes publiques installées au fond du nouveau parking, etc.

## Politique et administration

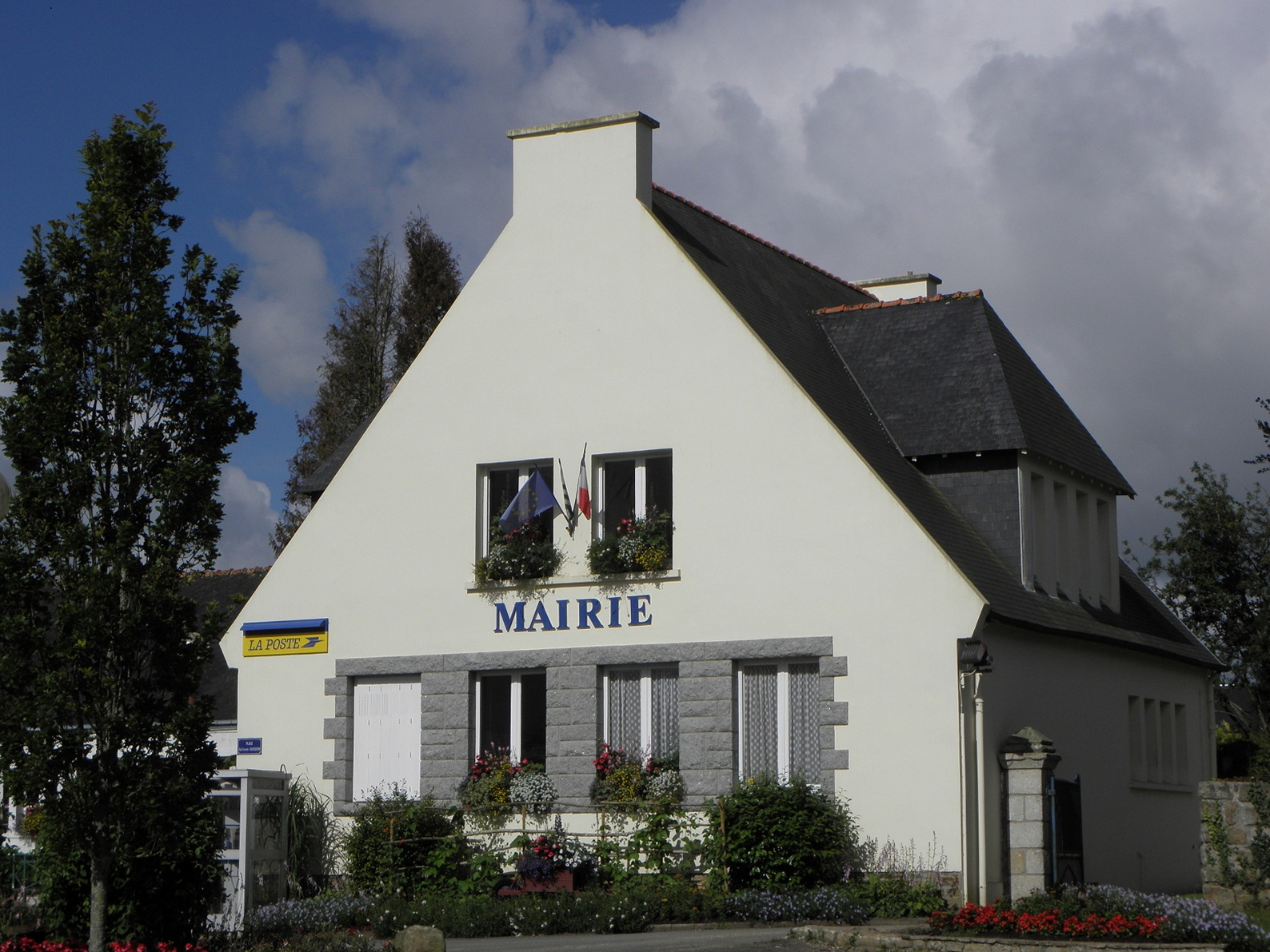
L'ancienne mairie de Tourch.

## Démographie
Le dictionnaire d'Ogée, paru en 1778, donne une population de 600 communiants pour la paroisse de Tourch.
L'évolution du nombre d'habitants est connue à travers les recensements de la population effectués dans la commune depuis 1793. Pour les communes de moins de 10 000 habitants, une enquête de recensement portant sur toute la population est réalisée tous les cinq ans, les populations de référence des années intermédiaires étant quant à elles estimées par interpolation ou extrapolation. Pour la commune, le premier recensement exhaustif entrant dans le cadre du nouveau dispositif a été réalisé en 2004.

En 2022, la commune comptait 1 004 habitants, en évolution de −3,28 % par rapport à 2016 (Finistère : +2,16 %, France hors Mayotte : +2,11 %).
| 1793 | 1800 | 1806 | 1821 | 1831 | 1836 | 1841 | 1846 | 1851 |
| ---- | ---- | ---- | ---- | ---- | ---- | ---- | ---- | ---- |
| 584  | 905  | 600  | 630  | 758  | 776  | 760  | 752  | 727  |

| 1856 | 1861 | 1866 | 1872 | 1876 | 1881 | 1886  | 1891  | 1896  |
| ---- | ---- | ---- | ---- | ---- | ---- | ----- | ----- | ----- |
| 767  | 825  | 830  | 862  | 960  | 994  | 1 024 | 1 034 | 1 077 |

| 1901  | 1906  | 1911  | 1921  | 1926  | 1931  | 1936  | 1946  | 1954  |
| ----- | ----- | ----- | ----- | ----- | ----- | ----- | ----- | ----- |
| 1 132 | 1 167 | 1 224 | 1 206 | 1 210 | 1 185 | 1 168 | 1 174 | 1 070 |

| 1962  | 1968 | 1975 | 1982 | 1990 | 1999 | 2004 | 2006 | 2009 |
| ----- | ---- | ---- | ---- | ---- | ---- | ---- | ---- | ---- |
| 1 029 | 996  | 935  | 891  | 820  | 836  | 892  | 875  | 965  |

| 2014  | 2019 | 2022  | - | - | - | - | - | - |
| ----- | ---- | ----- | - | - | - | - | - | - |
| 1 027 | 997  | 1 004 | - | - | - | - | - | - |

## Lieux et monuments

### L'église Saint-Cornély (XVe-XIXesiècle)
Dédiée à saint Cornély, l'église est en forme de croix latine, elle mesure 23 mètres de long et 20 mètres de large. De l'église primitive, qui date du XVe siècle, il ne reste que le chœur et le transept. Le clocher, à double galerie a été érigé en 1727 et a été restauré en 1930. La flèche octogonale a perdu son élégance originelle. Plusieurs fois foudroyée, elle fut plusieurs fois remontée avec les pierres en bon état, ce qui lui donne la silhouette trapue qu'on lui connait aujourd'hui. Sur la façade ouest on distingue plusieurs pierres blasonnées, dont celle de la famille Kerouet de Kerstrat, représentant un sanglier, l'emblème de la commune. La nef a été reconstruite en 1843 et la sacristie date de 1930.
La maîtresse-vitre de l'église, qui représente la Crucifixion est due à l'atelier Le Sodec, de Quimper, et date des environs de 1550.

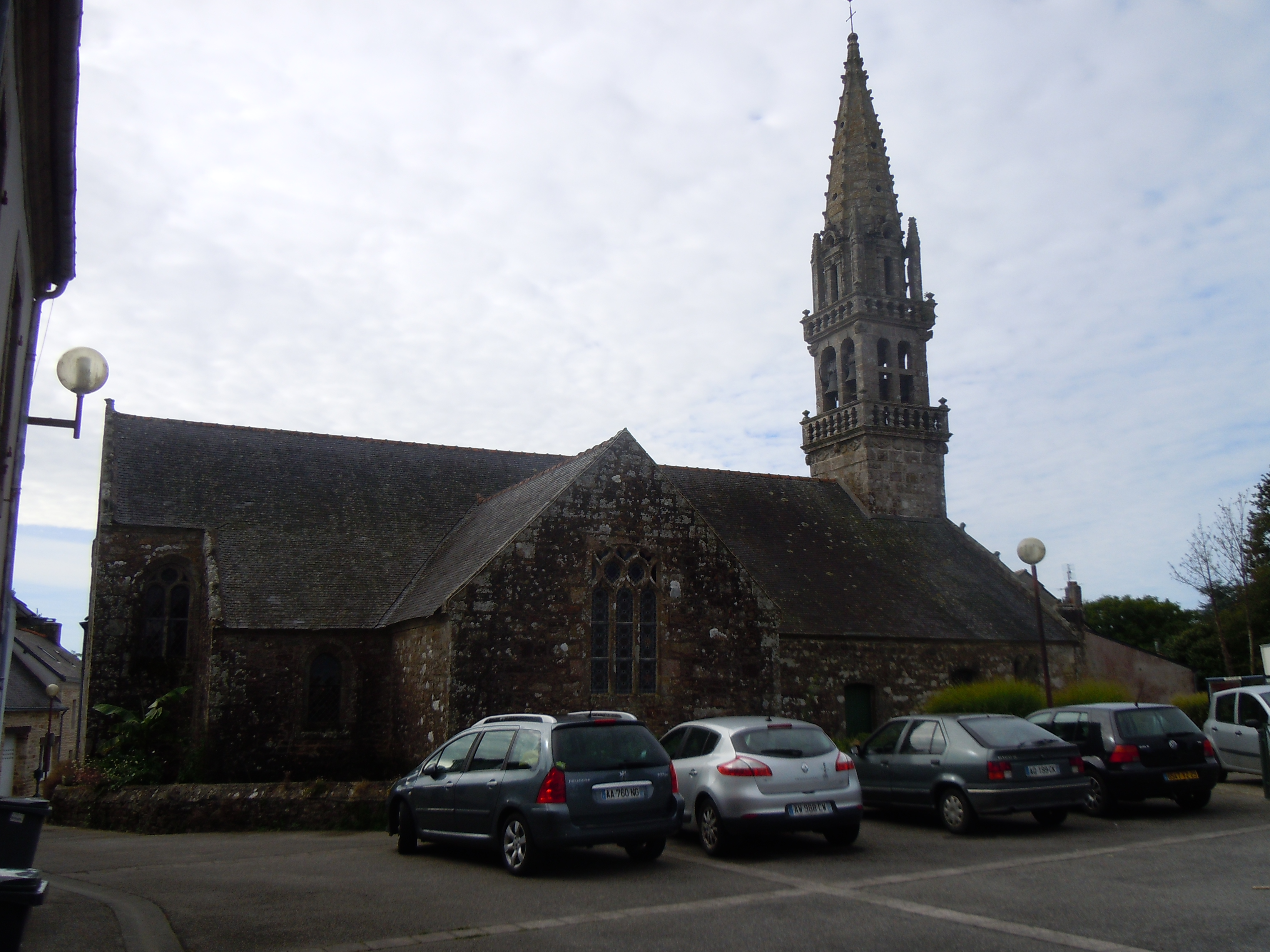
L'église Saint-Cornély (au premier plan la place de l'église et ses voitures garées, au second plan l'église avec son clocher à droite).
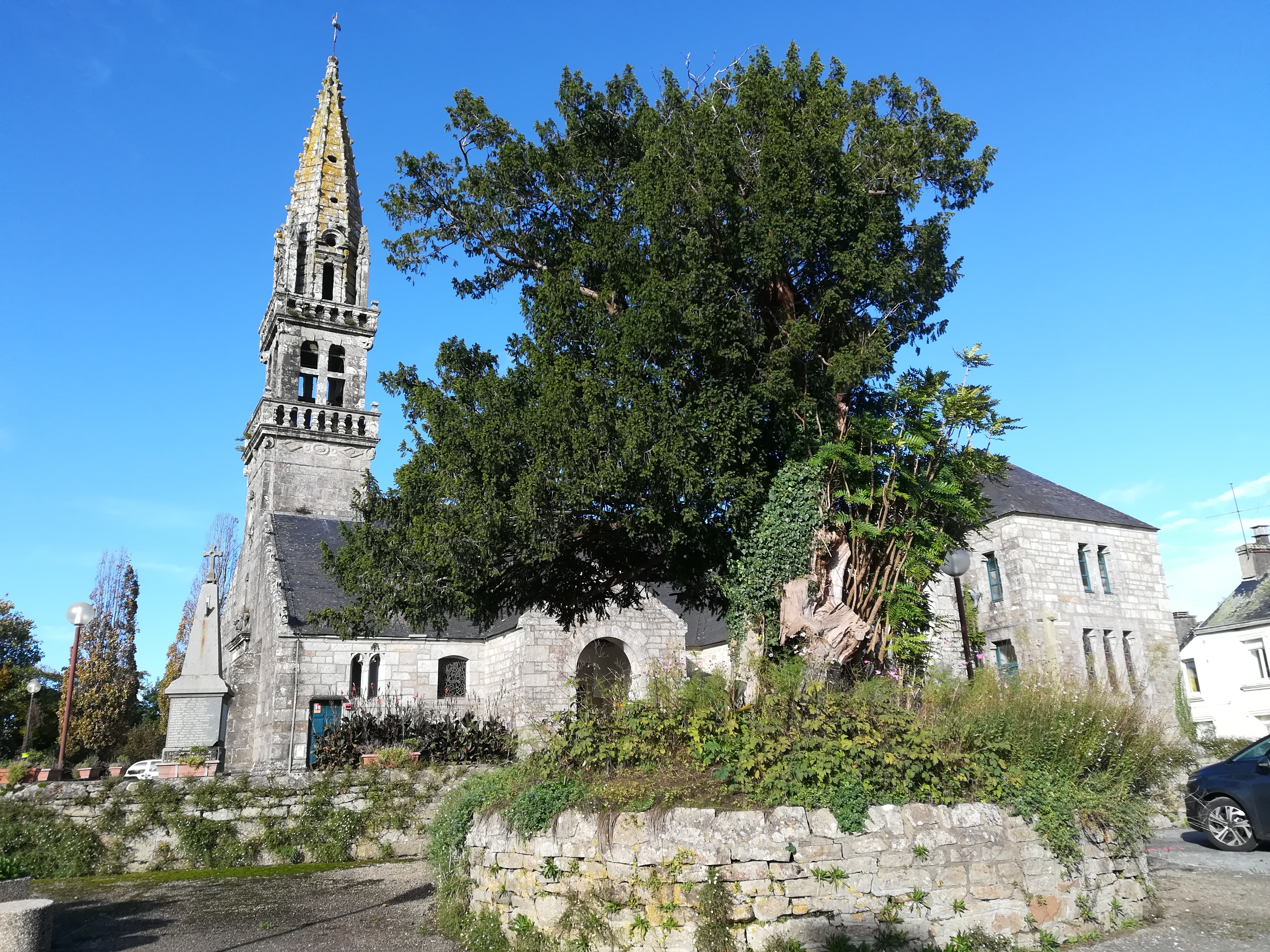
Tourch : l'église paroissiale Saint-Cornély et l'if de l'ancien cimetière, alors situé dans l'enclos paroissial.
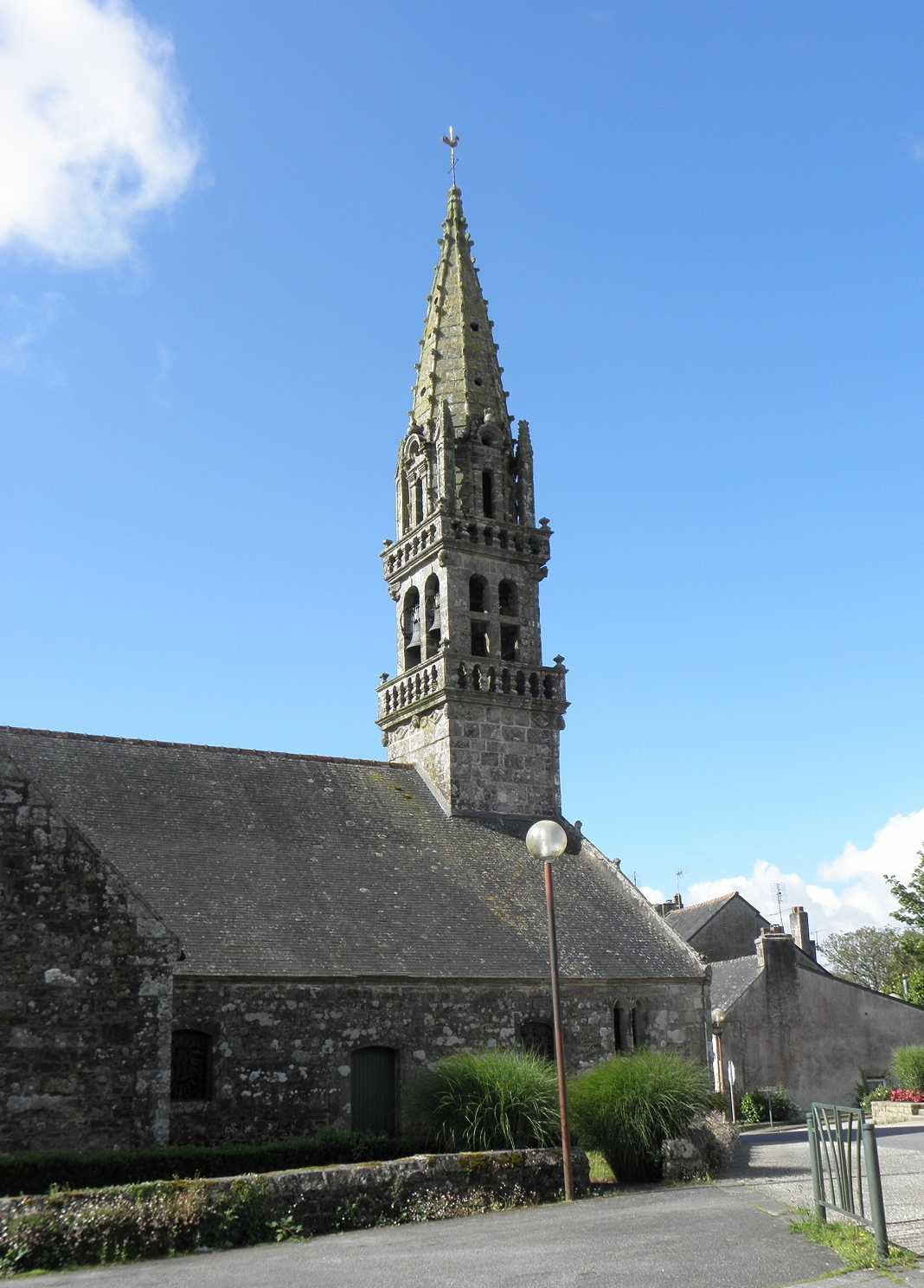
Clocher et costale nord de la nef de l'église Saint-Cornély.
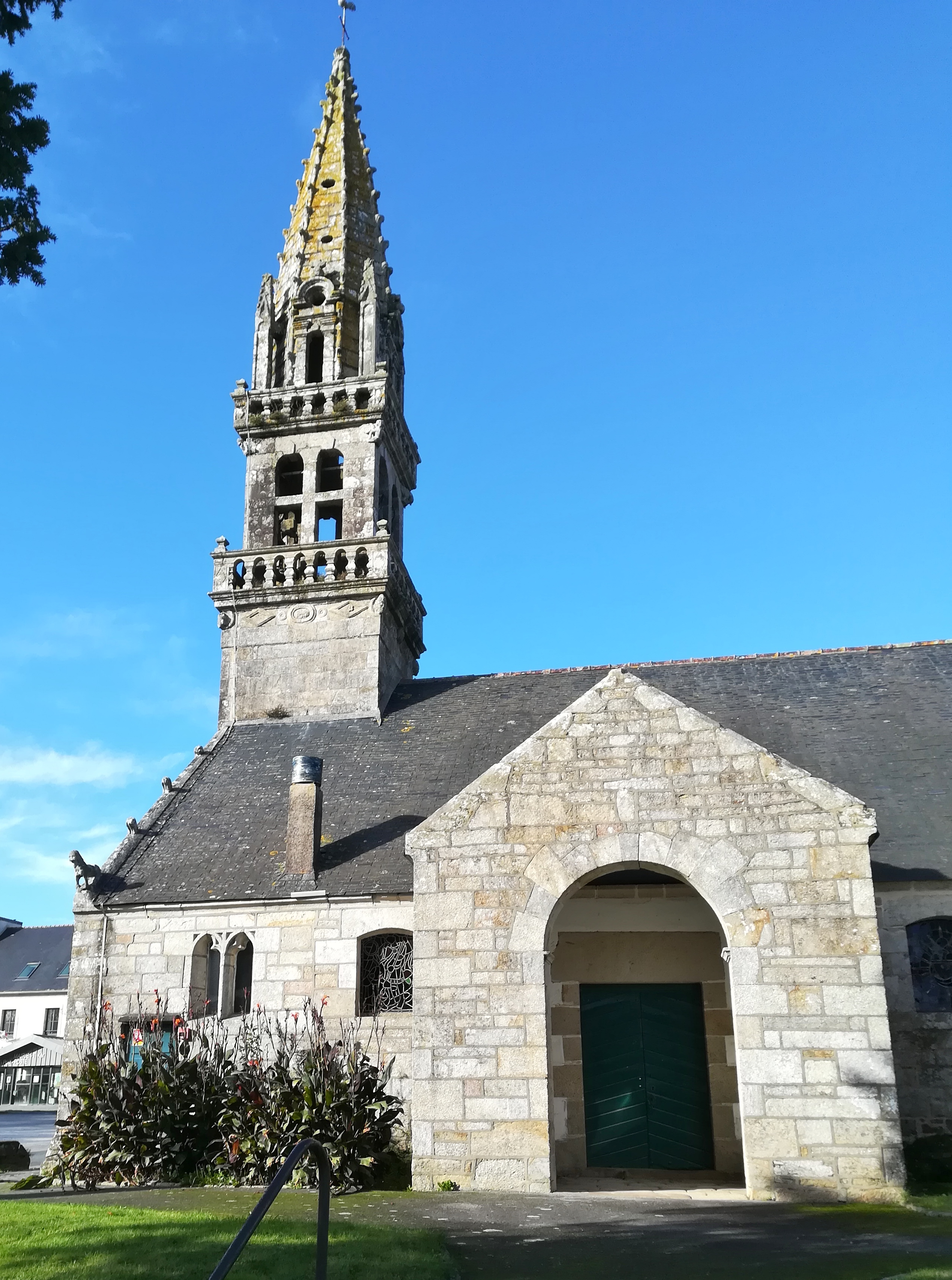
Le porche et le clocher de l'église paroissiale Saint-Cornély.

### La chapelle Sainte-Candide de Locunduff (XVIesiècle)
Cette chapelle, de plan rectangulaire, et aux dimensions modestes, 16 mètres sur 7, a été construite à la fin du XVIe siècle. Elle est située à Locunduff, au sud du bourg de Tourch, à un carrefour routier. Elle est dédiée à sainte Candide. Le seigneur prééminencier y a ostensiblement laissé ses armes au-dessus des portes, sur le mur est et sur le vitrail principal qui fut remplacé par un vitrail moderne dans les années 1930. Il s'agit des armes de la famille Canaber, d'argent au grêlier de sable accompagné de trois molettes du même au chef de gueules chargé de trois quintefeuilles d'argent, qui détinrent la seigneurie de Coathéloret de 1560 à 1720. Ils possédaient plus de la moitié de la paroisse mais n'y résidaient jamais. Un aveu de 1619 d'Affray du Chastel désigne la sainte vénérée dans cette chapelle comme étant « sainte Vengu, patronne de Locunduff *Loc/guen/guff », connue aussi sous le nom de sainte Guengu, santez w-Gwennguñv en breton moderne ; or en breton *guenn/gwenn signifie « blanc, sacré », *cuff/kuñv signifie « cher, doux » et en latin candida a la même signification, d'où l'assimilation à sainte Candide, également vénérée à Scaër.

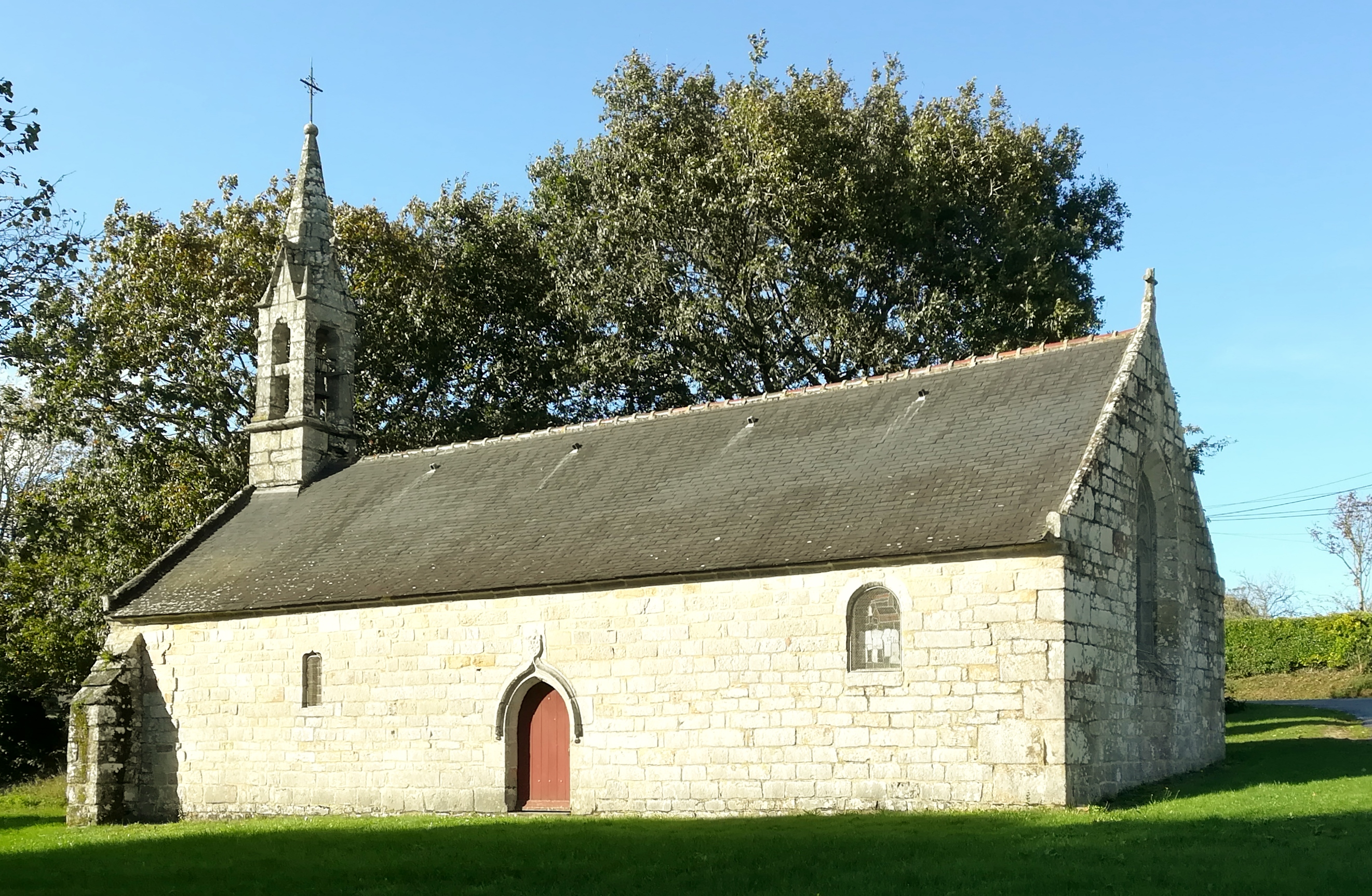
Chapelle Sainte-Candide de Locunduff, vue extérieure d'ensemble.
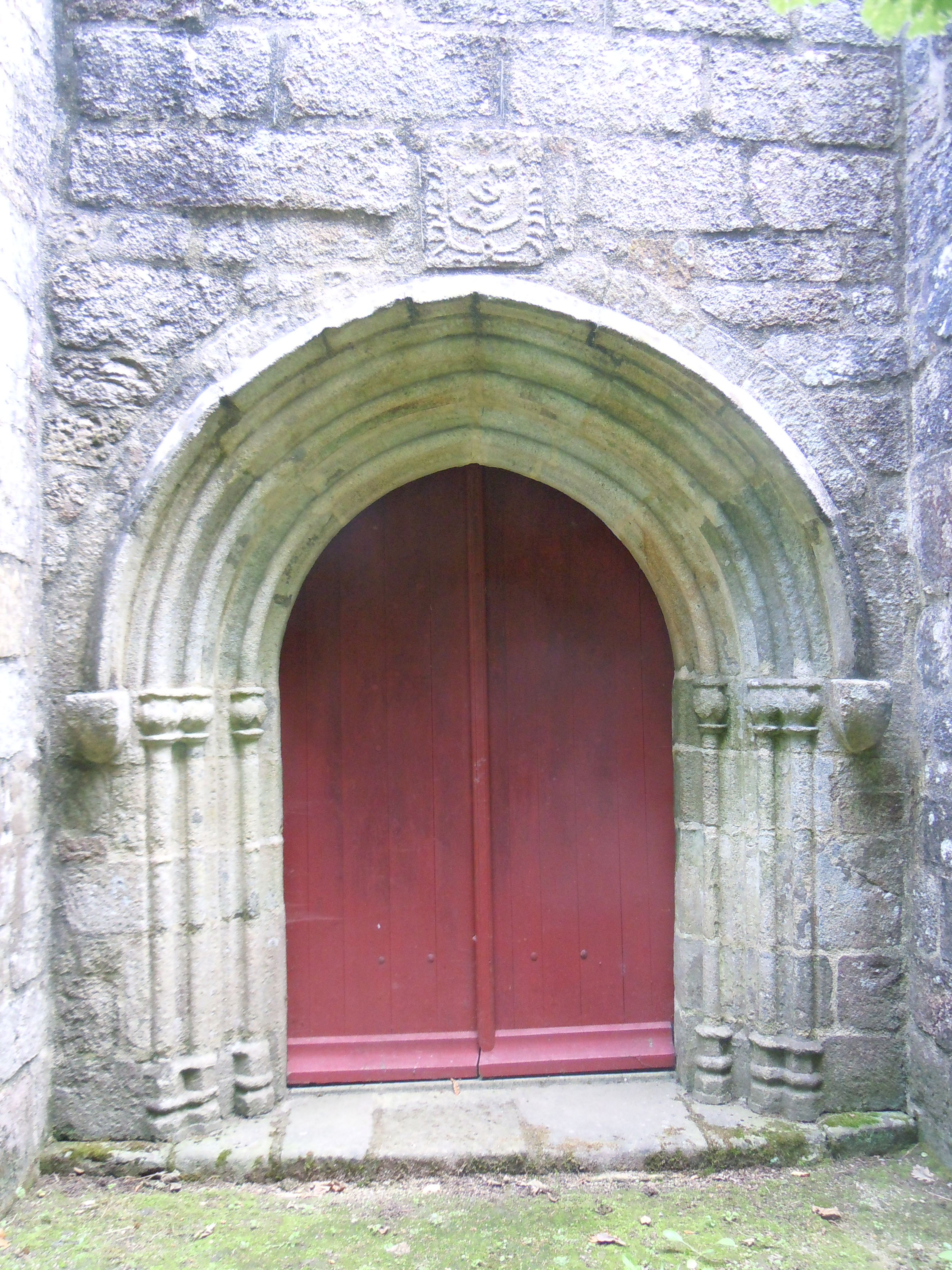
Le portail gothique et au-dessus les armes des Canaber.
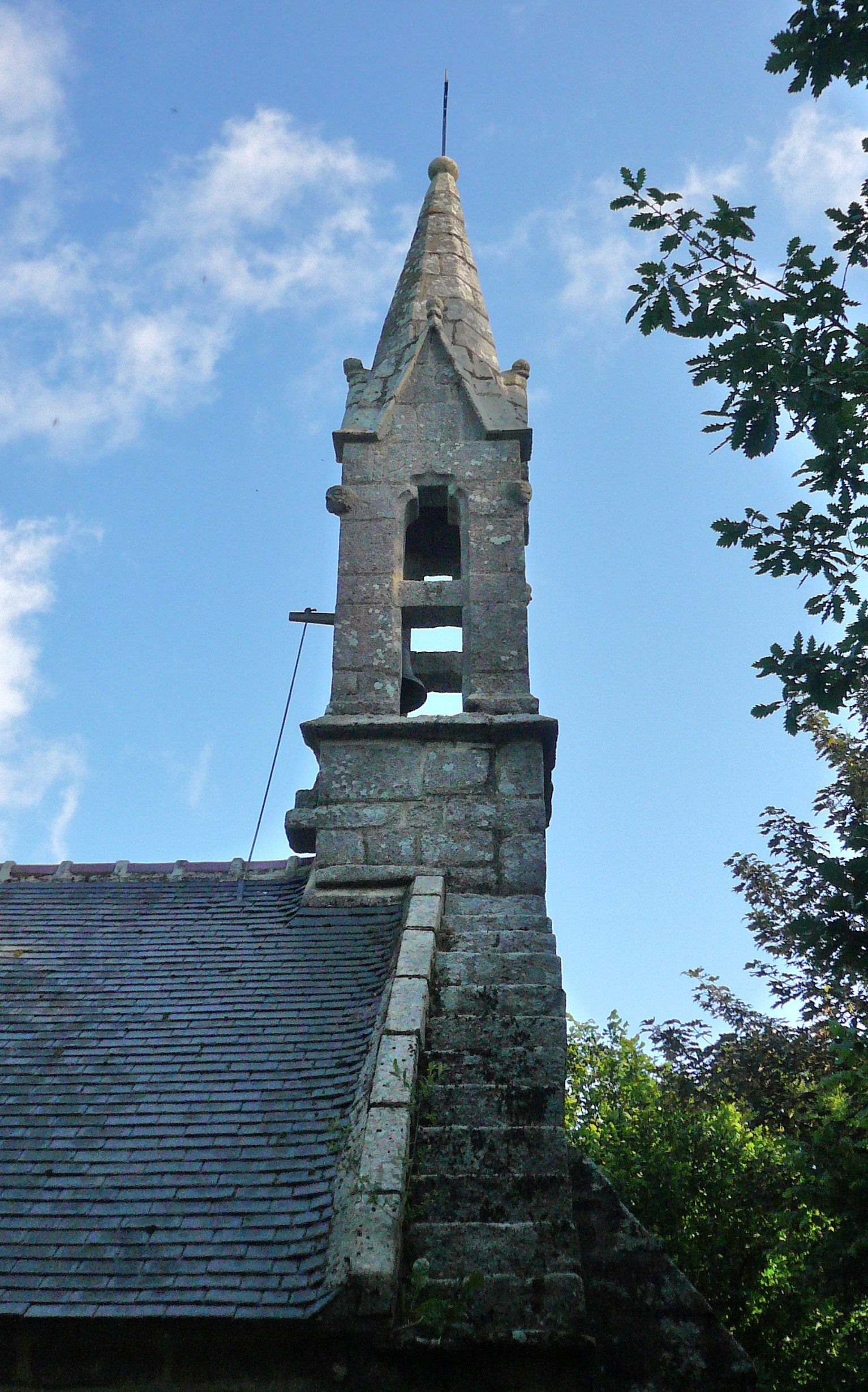
Le clocher de la chapelle Sainte-Candide.
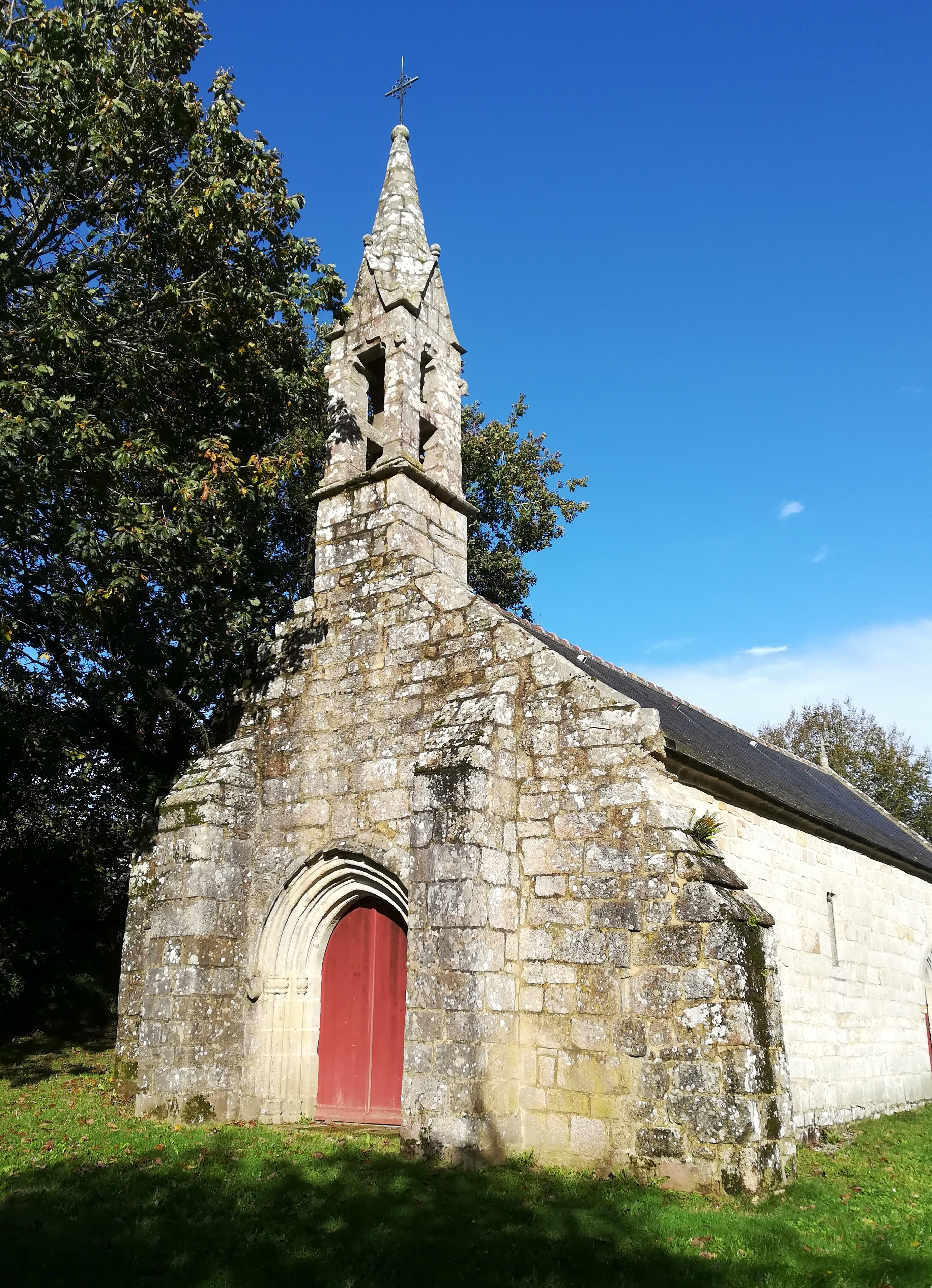
Pignon et clocher de la chapelle Sainte-Candide de Locunduff.